# Кулль, Калеви Лембитович
Калеви Лембитович Кулль (эст. Kalevi Kull, род. 12 августа 1952, Тарту) — эстонский биолог и семиотик, специалист в области биосемиотики. С 1998 года редактор журнала «Труды по знаковым системам» (Sign Systems Studies).

## Биография
Калеви Кулль окончил Тартуский университет в 1975 году. Его первые работы были посвящены полевой экологии и этологии. Он изучал механизмы сосуществования видов в экосистемах со многообразием видов и занимался математическим моделированием в области экофизиологии. С 1975 года он был основным организатором ежегодных встреч биологов-теоретиков в Эстонии. В 1992 году был назначен профессором экофизиологии в Тартуском университете, с 1997 года преподаёт на кафедре семиотики и имеет звание профессора биосемиотики.
С 2006 года Калеви Кулль возглавляет кафедру семиотики в Тартуском университете. Его научные интересы включают в себя биосемиотику, экосемиотику, общую семиотику, теоретическую биологию, теорию эволюции, историю и философию семиотики и наук о жизни. В 1991—1994 годах он возглавлял Эстонское общество естествоиспытателей, с 2015 года возглавляет Международное общество биосемиотических исследований.
Брат Олеви Кулля, также биолог, профессор. Дети: Карли, Меелис, Тууле и Тийя-Линда.

## Публикации
- Emmeche, Claus; Kull, Kalevi (eds.) (2011). Towards a Semiotic Biology: Life is the Action of Signs. London: Imperial College Press.
- Kull, Kalevi; Emmeche, Claus; Favareau, Donald 2008. Biosemiotic questions. Biosemiotics 1(1): 41-55.
- Kull, Kalevi; Deacon, Terrence; Emmeche, Claus; Hoffmeyer, Jesper; Stjernfelt, Frederik (2009). Theses on biosemiotics: Prolegomena to a theoretical biology. Biological Theory 4: 167—173.